# Organização de Solidariedade entre os Povos da Ásia, África e América Latina
A Organização de Solidariedade entre os Povos da Ásia, África e América Latina (OSPAAAL; em castelhano: Organización de Solidaridad de los Pueblos de Asia, África y América Latina) foi uma organização não governamental internacional cubana fundada em Havana em 12 de janeiro de 1966, após a Conferência Tricontinental, uma reunião de mais de 500 delegados e 200 observadores de mais de 82 países. Foi dissolvida em 2019.